# Hamataliwa
Hamataliwa is een geslacht van spinnen uit de familie lynxspinnen.

## Soorten
- Hamataliwa albibarbis (Mello-Leitão, 1947)
- Hamataliwa argyrescens Mello-Leitão, 1929
- Hamataliwa aurita Zhang, Zhu & Song, 2005
- Hamataliwa banksi (Mello-Leitão, 1928)
- Hamataliwa barroana (Chamberlin & Ivie, 1936)
- Hamataliwa bicolor (Mello-Leitão, 1929)
- Hamataliwa bituberculata (Mello-Leitão, 1929)
- Hamataliwa brunnea (F. O. P.-Cambridge, 1902)
- Hamataliwa buelowae Mello-Leitão, 1945
- Hamataliwa bufo Brady, 1970
- Hamataliwa catenula Deeleman-Reinhold, 2009
- Hamataliwa caudata Mello-Leitão, 1929
- Hamataliwa cavata (Kraus, 1955)
- Hamataliwa cheta Brady, 1970
- Hamataliwa circularis (Kraus, 1955)
- Hamataliwa communicans (Chamberlin, 1925)
- Hamataliwa cooki Grimshaw, 1989
- Hamataliwa cordata Zhang, Zhu & Song, 2005
- Hamataliwa cornuta (Thorell, 1895)
- Hamataliwa crocata Brady, 1970
- Hamataliwa difficilis (O. P.-Cambridge, 1894)
- Hamataliwa dimidiata (Soares & Camargo, 1948)
- Hamataliwa dubia (Mello-Leitão, 1929)
- Hamataliwa facilis (O. P.-Cambridge, 1894)
- Hamataliwa flebilis (O. P.-Cambridge, 1894)
- Hamataliwa floreni Deeleman-Reinhold, 2009
- Hamataliwa fronticornis (Lessert, 1927)
- Hamataliwa fronto (Thorell, 1890)
- Hamataliwa globosa (F. O. P.-Cambridge, 1902)
- Hamataliwa grisea Keyserling, 1887
- Hamataliwa haytiana (Chamberlin, 1925)
- Hamataliwa helia (Chamberlin, 1929)
- Hamataliwa hista Brady, 1970
- Hamataliwa ignifuga Deeleman-Reinhold, 2009
- Hamataliwa incompta (Thorell, 1895)
- Hamataliwa kulczynskii (Lessert, 1915)
- Hamataliwa labialis (Song, 1991)
- Hamataliwa laeta (O. P.-Cambridge, 1894)
- Hamataliwa latifrons (Thorell, 1890)
- Hamataliwa maculipes (Bryant, 1923)
- Hamataliwa marmorata Simon, 1898
- Hamataliwa micropunctata (Mello-Leitão, 1929)
- Hamataliwa monroei Grimshaw, 1989
- Hamataliwa nigrescens Mello-Leitão, 1929
- Hamataliwa nigritarsa Bryant, 1948
- Hamataliwa nigriventris (Mello-Leitão, 1929)
- Hamataliwa obtusa (Thorell, 1892)
- Hamataliwa penicillata Mello-Leitão, 1948
- Hamataliwa perdita Mello-Leitão, 1929
- Hamataliwa peterjaegeri Deeleman-Reinhold, 2009
- Hamataliwa porcata (Simon, 1898)
- Hamataliwa positiva Chamberlin, 1924
- Hamataliwa pricompta Deeleman-Reinhold, 2009
- Hamataliwa puta (O. P.-Cambridge, 1894)
- Hamataliwa quadrimaculata (Mello-Leitão, 1929)
- Hamataliwa rana (Simon, 1897)
- Hamataliwa rostrifrons (Lawrence, 1928)
- Hamataliwa rufocaligata Simon, 1898
- Hamataliwa sanmenensis Song & Zheng, 1992
- Hamataliwa schmidti Reimoser, 1939
- Hamataliwa strandi (Lessert, 1923)
- Hamataliwa subfacilis (O. P.-Cambridge, 1894)
- Hamataliwa triangularis (Kraus, 1955)
- Hamataliwa tricuspidata (F. O. P.-Cambridge, 1902)
- Hamataliwa truncata (Thorell, 1897)
- Hamataliwa tuberculata (Chamberlin, 1925)
- Hamataliwa unca Brady, 1964
- Hamataliwa ursa Brady, 1970
- Hamataliwa vanbruggeni Deeleman-Reinhold, 2009